# Polesia

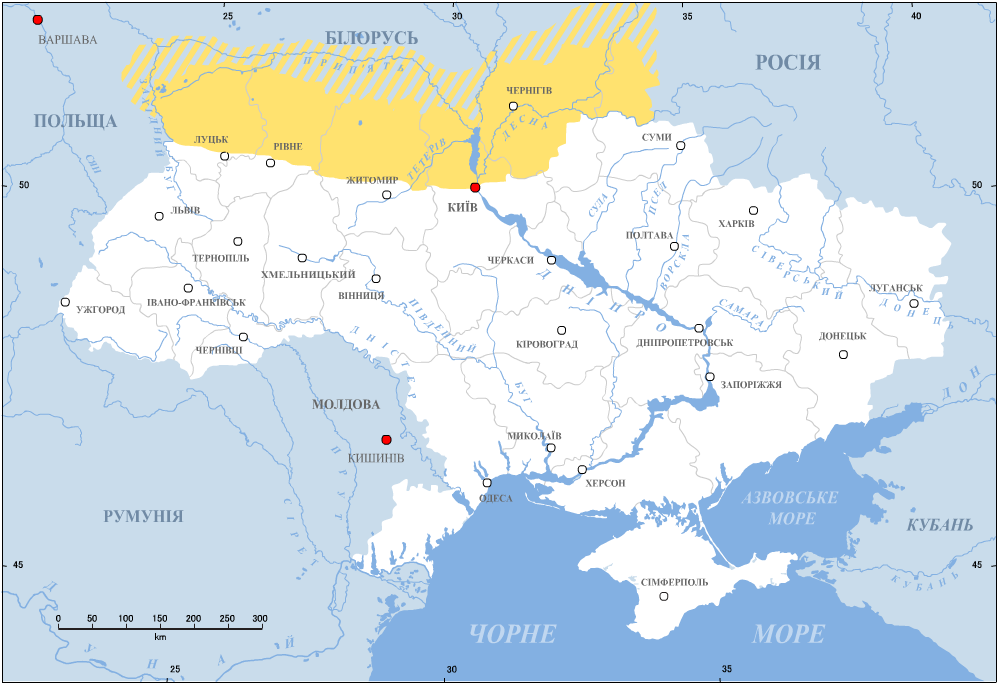
Polesia (cu galben) pe harta Ucrainei

Polesia (în belarusă Пале́ссе, cu alfabet Łacinka: Palessie, în poloneză Polesie, în ucraineană Полі́сся, transliterat: Polissia, în rusă Поле́сье, transliterat: Poles'e) este una dintre cele mai vaste regiuni mlăștinoase din Europa. Este situată în partea de sud-vest a Câmpiei Ruse, întinzându-se în principal pe teritoriul  Belarusului și Ucrainei, dar și pe cel al Poloniei și Rusiei. Regiunile mlăștinoase ale Polesiei sunt cunoscute și ca Mlaștina Pripet (după numele râului Pripeat) sau ca Mlaștina Pinsk (după orașul Pinsk din Belarus).

## Numele
Cei mai mulți cercetători consideră că numele slav „Polesia” este derivat din cuvântul „les” - pădure 
. Există și alte puncte de vedere. De exemplu, cercetătoarea E. Katonova consideră că numele Polesie este format din rădăcina cuvântului din limbile baltice, „pol” – baltă . Un locuitor al acestei regiuni este denumit „poleszuk” în poloneză, „paliașuk'” în belarusă, „polișciuk” în ucraineană și „poleșciuk” în rusă. 

Peisaj din Polesie, pictură de Ivan Șișkin (1884)

## Geografia
Polesia este o regiune mlăștinoasă care se întinde de-a lungul râului  Pripeat (care străbate orașele Brest, Pinsk, Kalinkavici, Gomel, regiunile din nordul Ucrainei Volîn, Rivne, Jîtomîr, Kiev, și Cernigău și Lublin din Polonia și Briansk din Rusia). Polesia este o zonă de câmpie a cumpenei apelor râurilor Bugul de Sud și Pripeat. Cele două râuri sunt unite prin Canalul Nipru-Bug, construit în timpul domniei regelui Stanisław August Poniatowski, ultimul monarh al Rzeczpospolitei Polono-Lituaniene.
Cei mai importanți afluenți ai Pripeatului sunt râurile Horin, Stir, Pțici și Iaselida. Cele mai importante orașe din bazinul râului Pripeat sunt Pinsk, Stolin, Davîd-Haradok.  În a doua parte a deceniului trecut au fost asanate numeroase zone mlăștinoase din regiune pentru a fi transformate în terenuri arabile. Asanarea a dus la modificarea dramatică a mediului ambiant de-a lungul întregului curs al râului Pripeat.
Această regiunea a fost puternic afectată după accidentul nuclear de la Cernobîl – arii întinse au fost poluate cu elementele radioactive și sunt considerate improprii locuirii umane până în zilele noastre.
Regiunea Polesia nu a fost cuprinsă într-o singură unitate administrativă de-a lungul istoriei. A existat un Voievodat Polesie în cadrul celei de-a doua Republici Poloneze și un oblastului Polesie în cadrul Belarusiei Sovietice, care nu au acorperit însă întreaga întindere a regiunii.

## Statutul de regiune protejată
În Polonia a fost creată în 1990 o zonă protejată Parcul Național Poleski a cărei suprafață a crescut de la 48,3 km2 la 97,6 km2  în zilele noastre. În Ucraina a fost creată Rezervația Biosferei Șațki. Cele două rezervații au fost proclamate de către UNESCO „Rezervație a Biosferei”. O zonă protejată cu statut de rezervație a fost creată și în regiunea Polesie din Belarus - Pribujskoie-Polesie
Clădirile din lemn din regiune au fost incluse în Lista locurilor din Patrimoniul Mondial UNESCO în ianuarie 2004 în categoria „Cultură”.

## Vedeți și
- Locuri din Patrimoniul Mondial UNESCO